# Origen del Libro de Mormón

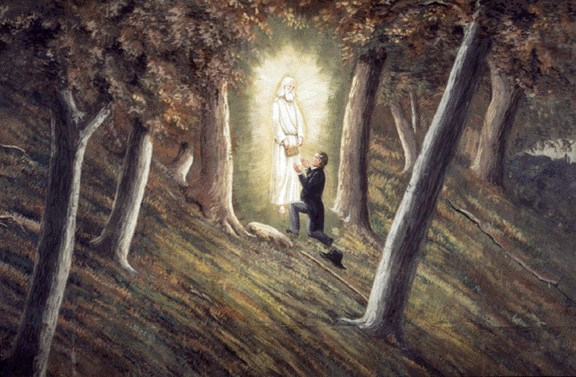
Impresión artística de Joseph Smith recibiendo las planchas de oro del ángel Moroni

Existen varias teorías sobre el origen del Libro de Mormón. La mayoría de los seguidores del Movimiento de los Santos de los Últimos Días, también conocido como mormonismo, consideran el libro como una obra de escritura inspirada. La creencia más común de los seguidores es la esgrimida por Joseph Smith, quien afirmó traducir unas antiguas planchas de oro escritas por profetas. Smith afirmó que el ángel Moroni, un profeta en el Libro de Mormón, lo dirigió en la década de 1820 hacia el monte Cumorah, ubicado cerca de su casa en Palmyra, Nueva York, donde supuestamente estaban enterradas las planchas. Además del propio Smith, hubo once testigos quienes dijeron ver las planchas en 1829, y tres de ellos también afirmaron haber sido visitados por un ángel. Varios otros testigos observaron a Smith dictando el texto que finalmente se convirtió en el Libro de Mormón.
Los críticos han explorado una serie de cuestiones, incluyendo:
- Si Joseph Smith realmente tenía planchas de oro, o si el texto del Libro de Mormón se originó en su mente o por inspiración;
- Si fue el propio Smith quien compuso el texto del libro o un asociado de Smith, como Oliver Cowdery o Sidney Rigdon; y
- Si el libro se basó en trabajos anteriores, como View of the Hebrews, el Manuscrito Spalding o la Biblia del Rey Jacobo, entre otros textos.

## Teorías de autoría
Hay diferentes teorías sobre el origen del Libro de Mormón:
- La teoría de origen milagroso generalmente acepta el propio relato de Joseph Smith, el que afirma haber traducido un registro antiguo compilado y resumido por Mormón,[1] un antiguo profeta precolombino. Las variaciones de esta teoría solo incluyen que el texto es una narración divinamente inspirada, independientemente de su historicidad (es decir, «ficción inspirada»),[2] o un ejemplo de escritura automática.[3]
- La teoría de Joseph Smith como el único autor, sin asistencia intencional, posiblemente reflejando los eventos de la vida de Smith.[4]
- Las teorías de múltiples autores plantean la colaboración con otros para producir el Libro de Mormón, generalmente citando al escriba del Libro de Mormón Oliver Cowdery o a Sidney Rigdon como posibles coautores.

### Teoría de origen milagroso

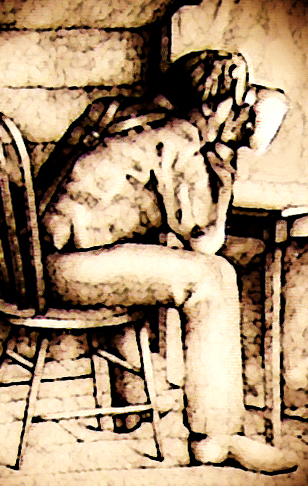
Una representación de Joseph Smith dictando el Libro de Mormón al mirar dentro de un sombrero

Según los relatos de Joseph Smith y sus asociados, el registro original estaba grabado en láminas de metal finas y maleables («hojas») con apariencia de oro, y atado con tres anillos en un borde. Según los informes, el grabado era de considerable habilidad. Según la narración del libro, el profeta-historiador Mormón resumió otros registros de las civilizaciones locales de los milenios anteriores. Posteriormente Mormón le dio el registro a su hijo, Moroni, quien inscribió algunas palabras adicionales y ocultó las planchas alrededor del año 400 d. C. Cerca del final de la vida de Moroni (aproximadamente 421 d. C.), colocó estas planchas junto con otros artículos en una caja de piedra en el monte Cumorah, ubicado cerca de la actual Palmyra, Nueva York.
Según el relato de Smith, el 21 de septiembre de 1823, este mismo Moroni, ahora un ángel, se le apareció a Smith para instruirlo sobre este antiguo registro y su traducción destinada al inglés. A Smith se le mostró la ubicación de las planchas (y los demás artículos de la caja), pero no se le permitió tomarlas de inmediato. Después de cuatro años de reuniones anuales con el ángel, Smith finalmente recibió las planchas. A través del poder de Dios, y del Urim y Tumim (antiguas piedras de la visión enterradas con las planchas), pudo traducir las inscripciones egipcias reformadas. Smith recibió la orden de mostrar las planchas solo a determinadas personas. Los testimonios de estos individuos se registran en la introducción del Libro de Mormón como «El testimonio de los tres testigos» y «El testimonio de los ocho testigos».
Smith enseñó, y la mayoría de los mormones cree, que la existencia del Libro de Mormón fue profetizada por las Escrituras bíblicas.
John Rigdon, discutiendo una entrevista con su padre Sidney Rigdon en 1865, afirma:

Mi padre, después de haber terminado de decir lo que he repetido anteriormente, me miró un momento, levantó la mano sobre su cabeza y lentamente dijo, con lágrimas en los ojos: «Hijo mío, puedo jurar ante el cielo que lo que te he contado que el origen del [Libro de Mormón] es cierto. Tu madre y tu hermana, la señora Athalia Robinson, estaban presentes cuando me entregaron ese libro en Mentor, Ohio, y todo lo que sabía sobre el origen de [el Libro de Mormón] fue lo que Parley P. Pratt, Oliver Cowdery, Joseph Smith y los testigos que afirmaron haber visto las planchas me han contado, y en toda mi intimidad con Joseph Smith nunca me contó una sola historia».

La esposa de Oliver Cowdery confirmó, después de la muerte de Cowdery, que nunca había negado su testimonio como uno de los Tres Testigos:

Siempre sin una duda o estremecimiento de volverse afirmó la divinidad y la verdad del Libro de Mormón.

David Whitmer fue igualmente firme en que ninguno de los Tres Testigos negó nunca su declaración jurada de que habían visto al ángel Moroni, quien les mostró las planchas de oro, y que el Libro de Mormón era de origen divino, a pesar de que cada uno de los tres estaba separado de Joseph Smith y la iglesia que le habían ayudado a encontrar. Antes de su muerte, Whitmer escribió:

En todas las naciones, Vástagos, lenguas y pueblos, a quienes vendrán estos regalos:... Deseo ahora, de pie, como estaba, en el ocaso de la vida y en el temor de Dios, de una vez [y] para que todos haga esta declaración pública: que nunca he negado en ningún momento ese testimonio [del Libro de Mormón] o cualquier parte del mismo, que hace tanto tiempo se publicó con ese libro, como uno de los Tres Testigos. Quienes me conocen mejor saben que siempre me he adherido a ese testimonio. Y para que ningún hombre pueda ser engañado o dudar de mis puntos de vista actuales con respecto a lo mismo, afirmo nuevamente la verdad de todas mis declaraciones tal como fueron hechas y publicadas... Presento esta declaración al mundo; Dios en quien confío en ser mi juez en cuanto a la sinceridad de mis motivos y la fe y la esperanza que hay en mí de la vida eterna.

También testifico al mundo que Oliver Cowdery o Martin Harris nunca negaron su testimonio. ... Estuve presente en el lecho de muerte de Oliver Cowdery, y sus últimas palabras fueron: «Hermano David, sé fiel a tu testimonio del Libro de Mormón».

### Joseph Smith como único autor
Según algunos, la explicación más simple es que Joseph Smith fue autor del Libro de Mormón, sin la complicidad intencional de nadie más. Un argumento para esta teoría es que el Libro de Mormón refleja las experiencias de vida de Smith. Hay, por ejemplo, paralelos alegados entre la visión del árbol de la vida en el Libro de Mormón y un sueño de Joseph Smith, Sr.
A las planchas de oro a veces se les llamaba la «Biblia de oro» en las primeras descripciones. La expresión «Biblia Dorada» es anterior al Libro de Mormón, ya que las leyendas de tal artefacto circulaban en Canadá y el norte del estado de Nueva York mientras Smith crecía en Vermont. El compañero de Smith, Peter Ingersoll, afirmó más tarde que Smith le había contado la leyenda de la Biblia Dorada de Canadá.

### Teorías de múltiples autores
También se afirma que Smith fue ayudado en la creación del Libro de Mormón por uno o más coautores, como Sidney Rigdon u Oliver Cowdery. Tanto Rigdon como Cowdery tenían una educación más formal que Smith.
David Persuitte destaca una revelación de Smith de marzo de 1829, que aparentemente limitó el poder de Smith a la traducción. Persuitte argumenta que la redacción de las revelaciones indica al menos otro colaborador secreto, como «si tuviera algunos socios que se lo impusieron para evitar que acumule demasiado poder para sí mismo». En contraste, los autores Jerald y Sandra Tanner argumentan que el texto inicial de la revelación simplemente demuestra que «Joseph Smith no estaba planeando hacer ningún otro trabajo además del Libro de Mormón».

#### Oliver Cowdery

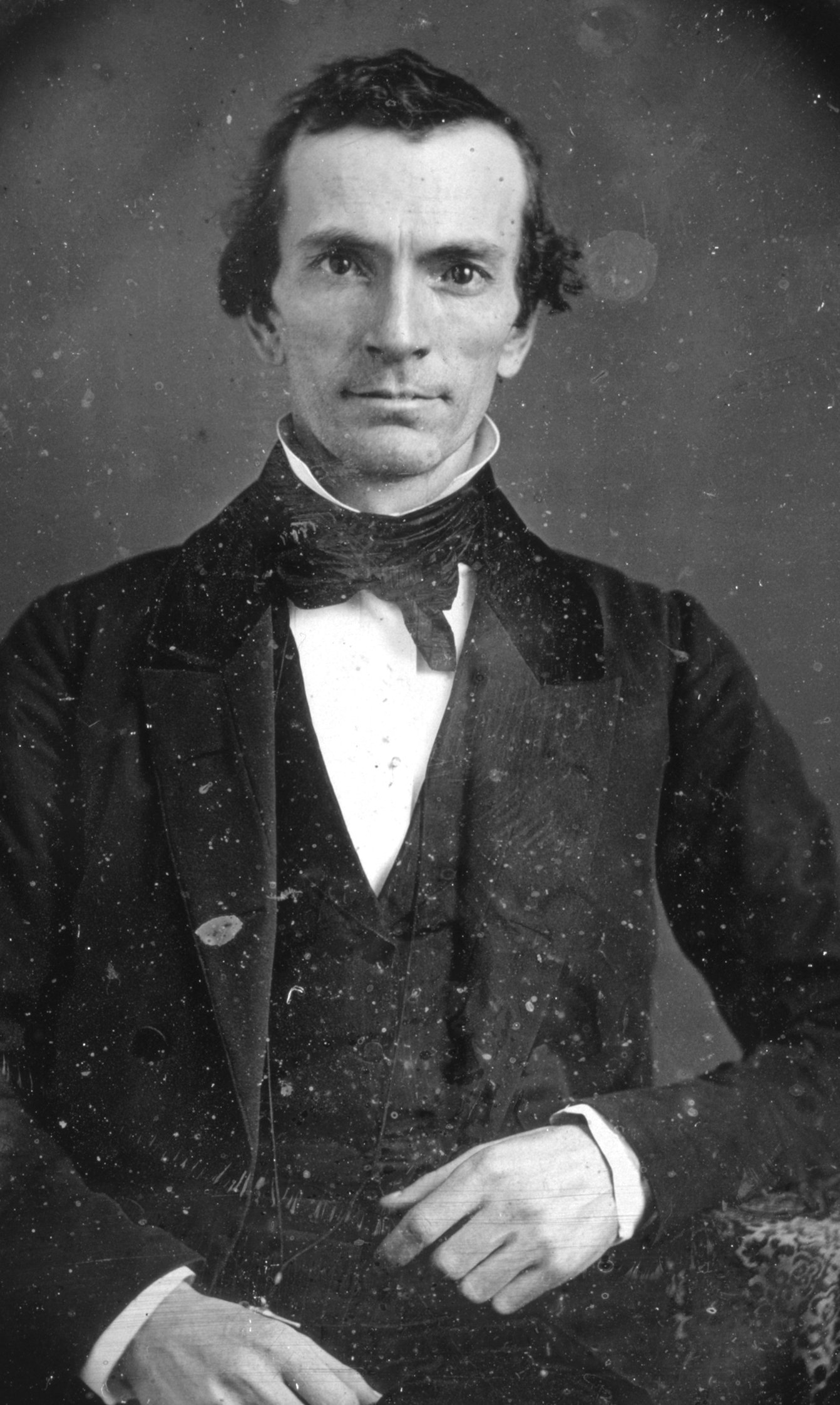
Oliver Cowdery

Oliver Cowdery era primo tercero de Lucy Mack Smith, la madre de Joseph Smith. Un pastor que vivía cerca de Oliver Cowdery, Ethan Smith, había escrito View of the Hebrews, otra obra que se ha postulado como fuente para el Libro de Mormón. Oliver Cowdery sirvió como escriba durante la transcripción del Libro de Mormón, y fue uno de los Tres Testigos de las planchas de oro. Oliver Cowdery luego renunció y fue excomulgado en 1838, posteriormente volvió a unirse a La Iglesia De Jesucristo De Los Santos De Los Últimos Días en 1848.

#### Sidney Rigdon

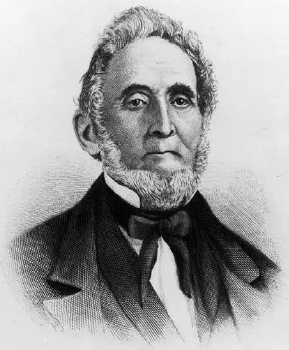
Sidney Rigdon

Sidney Rigdon fue un predicador bautista y uno de los primeros seguidores más prominentes de Joseph Smith. Rigdon se desempeñó como escriba del Libro de Moisés, recibió revelaciones junto con Smith, se desempeñó como portavoz de Smith, y Smith llevó el título de «Profeta, vidente y revelador». Después de la muerte de Smith, Rigdon lideró su propia facción de los Santos de los Últimos Días y continuó anunciando revelaciones.
Apuntando lejos de la coautoría de Sidney Rigdon, hay poca o ninguna evidencia existente de que Joseph Smith supiera o estuviera en contacto con Sidney Rigdon hasta después de que se publicara el Libro de Mormón, aunque algunos relatos de testigos ubican a Sidney Rigdon en el estado de Nueva York en 1825 y 1826. La mayoría de las historias indican que Sidney Rigdon se enteró del Libro de Mormón por Parley P. Pratt, un miembro de la congregación de Sidney Rigdon en Kirtland, Ohio, que se había unido a la Iglesia de Cristo en Palmyra en septiembre de 1830. Al regresar Parley Pratt a Ohio, Sidney Rigdom se enteró de la existencia de Joseph Smith y el Libro de Mormón y fue bautizado por Parley P. Pratt. Según estas historias, solo después de su propio bautismo, Sidney Rigdon viajó a Nueva York, donde conoció a Joseph Smith en diciembre de 1830, nueve meses después de la publicación del Libro de Mormón.

## Supuestas fuentes
Los críticos del Libro de Mormón citan una serie de obras que podrían haber servido como fuentes para el Libro de Mormón.

### La Biblia del Rey Jacobo
La Biblia del Rey Jacobo (BRJ) puede haber sido una fuente para el Libro de Mormón. En total, unos 478 versos en el Libro de Mormón se citan en alguna forma del Libro de Isaías de la BRJ. Segmentos del Libro de Mormón: 1 Nefi, capítulos 20–21 y 2 Nefi, capítulos 7–8 y 12–24, coinciden casi palabra por palabra con BRJ Isaías 48:1–52:2 y 2–14 (respectivamente). Otros paralelos incluyen Mosíah 14 con BRJ Isaías 53, 3 Nefi 22 con BRJ Isaías 54, 3 Nefi 24–25 con BRJ Malaquías 3–4 y 3 Nefi 12–14 con BRJ Mateo 5–7.
| Biblia del Rey Jacobo | Libro de Mormón (1830) |
| «Porque he aquí, viene el día, que arderá como un horno; y todos los soberbios, sí, y todos los que hacen perversamente, serán rastrojo; y el día que venga los quemará» (Malaquías 4:1) | «Porque he aquí, dice el profeta,... pronto llegará el día en que todos los soberbios y los que hacen iniquidad serán como rastrojo; y llegará el día en que deberán ser quemados» (1 Nefi 22:15) |
| «[El] hacha es puesta a la raíz de los árboles; por lo tanto, todo árbol que no da buen fruto es cortado y echado al fuego» (Mateo 3:10)                                                 | «[El] hacha se pone en la raíz del árbol; por lo tanto, todo árbol que no produzca buenos frutos será cortado y echado al fuego» (Alma 5:52)                                                      |
| «Sé firme e inamovible, siempre abundante en buenas obras» (1 Corintios 15:58) | «Sean vosotros firmes, inmóviles, siempre abundando en la obra del Señor» (Mosíah 5:15) |

La mayoría de los eruditos modernos han aceptado que las fuentes utilizadas para la Biblia del Rey Jacobo no eran las fuentes más antiguas o más confiables. El Libro de Mormón afirma haber sido escrito al menos 1100 años antes de la Biblia del Rey Jacobo, pero contiene muchas de las mismas peculiaridades, como Marcos 16:15–18, que se cita casi palabra por palabra en Mormón 9:22–24. Este pasaje se dirige a los creyentes que sostienen serpientes y beben veneno; sin embargo, no aparece en muchos manuscritos bíblicos tempranos y se cree que fue compuesta en el siglo II. Además, el Libro de Mormón refleja el estilo literario y lingüístico de BRJ. La Biblia del Rey Jacobo fue la traducción más utilizada de la Biblia cuando se produjo el Libro de Mormón.

### Libros apócrifos
Se ha afirmado que los libros apócrifos fueron una fuente para el Libro de Mormón. Nefi es un nombre egipcio antiguo con múltiples significados. Un significado es “capitán de mar” (John Gee, “Four Suggestions on the Origin of the Name Nephi”, en Pressing Forward with the Book of Mormon, F.A.R.M.S., 1999, pp. 1–3).
Sin embargo, Nefi también puede significar “bueno, justo, encantador, o bello”  (Mateo L. Bowen, “Nephi’s Good Inclusion”, Interpreter: A Journal of Mormon Scripture 17 (2016): 181-195; Matthew L. Bowen, “O Ye Fair Ones”—op.cit.: Interpreter: A Journal of Mormon Scripture 20 (2016): 315-344). En particular, 2 Macabeos incluye el nombre «Nefi».
| Apócrifos | Libro de Mormón (1830) |
| «Vamos a analizar para resumir en un volumen... trabajando para seguir las reglas de un resumen... Pero para ser breves... se le otorgará lo que hará un resumen». (2 Macabeos 2:25-31) | «Hago un resumen del registro... después de haberlo resumido... había hecho un resumen de las planchas de Nefi... escribo un pequeño resumen». (1 Nefi 1:17, Palabras de Mormón 3,5:9) |
| «Ordenaron que esta escritura se pusiera en tablas de bronce, y que se pusieran... en un lugar visible; También que sus copias se guardaran en el tesoro» (1 Macabeos 14:48-49)         | «Y le ordené... que me acompañara al tesoro... También le dije que debía llevar los grabados, que estaban sobre las planchas de bronce» (1 Nefi 4:20,24)                               |
| «Entonces el rey, al cerrar el lugar, lo hizo santo... muchos hombres lo llaman Nefi». (2 Macabeos 1:34,36)                                                                             | «Y mi gente quisiera que llamáramos el nombre del lugar Nefi; por eso lo llamamos Nefi». (2 Nefi 5:8)                                                                                  |
| «Y sucedió... Soñé un sueño por la noche» (2 Esdras 13:1) | «Y sucedió... He aquí, he soñado un sueño» (1 Nefi 8:2) |

### Manuscript storyde Spalding
En 1834, E. D. Howe en su libro Mormonism Unvailed presentó una teoría que afirma que Smith plagió el Manuscript Story, una novela inédita de Solomon Spalding. Howe poseía el manuscrito en el momento de la publicación del Libro de Mormón. La historia de Spalding gira en torno a un grupo de marineros romanos que navegan hacia el Nuevo Mundo hace aproximadamente dos milenios. Los críticos especularon durante mucho tiempo que Smith tenía acceso al guion original y que Smith lo plagió en gran medida para el Libro de Mormón. El único manuscrito conocido fue descubierto en 1884 y ahora reside en el Oberlin College en Ohio. Una vez que el manuscrito estuvo disponible para su estudio, la mayoría de los críticos descartaron esta teoría porque los «paralelos extensos» eran solo de unos pocos detalles menores: la navegación marítima intercontinental, la existencia (y uso) de una piedra vidente y el descubrimiento de registros debajo de una piedra (pergaminos latinos contra planchas de oro con inscripciones en «egipcio reformado». La mayoría de las otras similitudes, atestiguadas por varias declaraciones juradas de testigos reunidas por el doctor Philastus Hurlbut, no existían. El historiador Fawn Brodie expresó sospechas con respecto a estas declaraciones juradas, alegando que el estilo de las declaraciones era demasiado similar y mostraba demasiada uniformidad.

### View of the Hebrews
Otra supuesta fuente del Libro de Mormón es View of the Hebrews, publicada por primera vez en 1823 por Ethan Smith (sin relación con Joseph Smith), un pastor de Poultney, Vermont. Los críticos argumentan que las obras comparten varios pasajes y muchos elementos temáticos. El testigo y escriba del Libro de Mormón Oliver Cowdery, y su familia, habían asistido a la iglesia de Ethan Smith desde noviembre de 1821. Antes de la publicación de su libro, Ethan Smith defendió sus puntos de vista sobre los orígenes de los nativos americanos en los sermones de sus congregaciones. En 1825, Ethan Smith publicó una segunda edición ampliada de View of the Hebrews, el mismo año en que Cowdery dejó Poultney para ir al estado de Nueva York.
| View of the Hebrews de Ethan Smith (edición de 1825) | Libro de Mormón (1830) |
| «Esos lejanos salvajes tienen (como todas las otras tribus) su Gran Espíritu, que hizo todo» (p. 103) | «Crees que este Gran Espíritu que es Dios, creó todas las cosas... Y él dice: Sí, creo que creó todas las cosas» (Alma 18:28–29) |
| «Los lugares... son notados; entre los cuales están "las islas del mar"». (pág. 232-233) | «[Hemos] sido conducidos a una tierra mejor,... [Estamos] en una isla del mar» (2 Nefi 10:20)                                    |
| «"Sisearé por ellos" Dios es representado como silbando por un pueblo... [Para] contemplar la bandera de salvación ahora erigida para su pueblo antiguo... Este estándar de salvación». (pág. 235,241–242) | «Mis palabras silbarán hasta los confines de la tierra, como norma para mi pueblo, que son de la Casa de Israel». (2 Nefi 29:2)  |

El apologista mormón B. H. Roberts fue autor de un manuscrito titulado Studies of the Book of Mormon (Estudios del Libro de Mormón), comparando el contenido del Libro de Mormón con View of the Hebrews. Roberts concluyó, suponiendo una teoría de la geografía hemisférica para el Libro de Mormón, existían paralelismos suficientes para que los futuros críticos pudieran afirmar que View of the Hebrews había proporcionado una base estructural para la historia del Libro de Mormón. El manuscrito de Roberts era privado y solo se compartía con los líderes de la iglesia SUD. Roberts continuó apoyando públicamente la teoría del origen milagroso del Libro de Mormón.
La lista de paralelos de Roberts incluyen:
- Una extensa cita de Isaías.
- La futura reunión de Israel y la restauración de las Diez Tribus Perdidas.
- El desarrollo del Nuevo Mundo desde el Viejo a través de un largo viaje sobre «mares» de «muchas aguas».
- Un motivo religioso para la migración.
- La división de los migrantes en grupos civilizados e incivilizados con largas guerras entre ellos, y la eventual destrucción de los civilizados por los incivilizados.
- La suposición de que todos los nativos estadounidenses eran descendientes de israelitas y sus idiomas del hebreo.
- El entierro de un «libro perdido» con «hojas amarillas».
- La descripción de extensas fortificaciones militares con observatorios militares o «torres de vigilancia» que los miran.
- Un cambio de monarquía a formas republicanas de gobierno.
- La predicación del evangelio en la antigua América.

David Persuitte también ha presentado una gran cantidad de paralelos entre View of the Hebrews y el Libro de Mormón, pero señala que no hay casos de copia directa. Los paralelos que presenta Persuitte cubren una amplia gama de temas, incluidas ideas religiosas sobre la responsabilidad del pueblo estadounidense de convencer a los indios de sus orígenes «israelitas» y convertirlos al cristianismo. Persuitte cita del View of the Hebrews la teoría de Ethan Smith sobre lo que les sucedió a los antiguos israelitas después de que llegaron a América. Argumenta que esencialmente resume la narrativa básica del Libro de Mormón, incluida la división en dos facciones (civilizada y salvaje). Persuitte también cita varias descripciones similares de estructuras construidas por la facción civilizada, las guerras entre las dos facciones y otras similitudes. Según Persuitte, estos son suficientes para haber «inspirado» a Joseph Smith a escribir el Libro de Mormón. Joseph Smith mismo mencionó a Ethan Smith y citó pasajes de View of the Hebrews en un artículo de la publicación de junio de 1842 de Times and Seasons.

### The Wonders of Nature
Los críticos han afirmado que varios pasajes y material temático en el Libro de Mormón se encuentran en The Wonders of Nature (Las maravillas de la naturaleza) de Josiah Priest, publicado en 1825.
| The Wonders of Nature de Josiah Priest (1825) | Libro de Mormón (1830) |
| «un estrecho cuello de tierra se interpone entre dos vastos océanos» (p. 598) | «el estrecho cuello de la tierra, por el lugar donde el mar divide la tierra» (Éter 10:20) |
| «De donde ningún viajero regresa» (p. 469) | «de donde ningún viajero puede regresar» (2 Nefi 1:14) |
| «Oscuridad que se puede sentir... vapores... tan espesos que impiden que los rayos del sol penetren en una niebla espesa extraordinaria... no se puede obtener luz artificial... los vapores evitarían lámparas, etc. de la quema... [La] oscuridad duró tres días». (pág. 524) | «[Ellos] podían sentir el vapor de la oscuridad, y no podía haber luz... ni velas, ni antorchas,... ni el sol... porque tan grandes eran las nieblas de la oscuridad... Eso duró el espacio de tres días». (3 Nefi 8:20–23) |

### The Golden Pot
Una posible inspiración para la historia de las planchas de oro puede ser The Golden Pot: A Modern Fairytale, una novela del autor alemán E. T. A. Hoffmann, publicada por primera vez en 1814 y disponible por primera vez en inglés en la traducción de 1827 de Thomas Carlyle. Gran parte de la narrativa ocurre en la imaginación del protagonista Anselmus. Presuntas similitudes incluyen:
- Anselmus se encuentra con Archivarius Lindhorst, el último archivero de Atlantis
- Archivarius Lindhorst es un guardián de los tesoros antiguos (como Moroni)
- Eventos significativos ocurren en el equinoccio de otoño
- Anselmus recibe un disco de oro con la escritura y se le pide que lo descifre

### The Late War
The Late War (La última guerra) es un relato de la Guerra de 1812 que está escrito al estilo de la Biblia del Rey Jacobo. El trabajo de 2008 Mormon Parallels y un trabajo de 2010 han discutido posibles similitudes. En 2013, The Late War fue el tema de discusión entre exmormones y apologistas mormones.

## Otros
Los autores mormones afirman que la descripción de la horticultura de olivos en Jacob 5 es demasiado específica y detallada para que Smith la haya aprendido por sí sola a principios del siglo XIX en Nueva Inglaterra, por lo que afirman que es evidencia de que la historia de Smith sobre el origen divino del Libro de Mormón es cierta. Los críticos afirman que la narrativa podría haberse basado completamente en los textos bíblicos en Isaías 5 y Romanos 11, y señalan que a la mitad de Jacob 5 Smith cambia de una alegoría de un solo olivo a una alegoría de un viñedo. Esto es erróneo pues lo que señala el capítulo 5 de Jacob es que el Señor de la viña plantó un olivo en medio de su viña. Esto significa la comparación de la viña con la humanidad en general y el olivo cultivado con el pueblo de Israel. Este tipo de cultivos duales se le llama "Coltura promiscua" y tiene como función que los Olivos protejan la vid al momento de la polinización.